# Sitio de Kassel (1762)
El asedio de Kassel tuvo lugar entre octubre y noviembre de 1762 cuando una fuerza aliada formada por tropas de Hannover, Hesse y Gran Bretaña, bajo el mando del duque de Brunswick, sitiaron y capturaron la ciudad de Kassel. Fue el compromiso final de la Guerra de los Siete Años en la Europa Occidental, cuando el conflicto llegó a su fin por la Paz de París en 1763.
La noticia de la captura de la ciudad llegó después de que se firmaran los preliminares del tratado de paz en París, por lo que no tuvo el impacto dramático que Brunswick había esperado. Se reconoció que la resistencia inesperadamente larga de la guarnición había permitido a los franceses negociar desde una posición mucho más fuerte.